# Комора (Двор)
Комора је насељено мјесто у општини Двор, у Банији, Сисачко-мославачка жупанија, Република Хрватска.

## Географија
Састоји се од Горње и Доње Коморе.

## Историја
Комора се од распада Југославије до августа 1995. године налазила у Републици Српској Крајини.

## Становништво
Насеље је према попису становништва из 2011. године имало 15 становника.
| Националност       | 1991. | 1981. | 1971. | 1961. |
| Срби               | 171   | 164   | 222   | 294   |
| Југословени        | 4     | 22    |       |       |
| Црногорци          |       | 2     |       |       |
| остали и непознато | 3     |       | 1     |       |
| Укупно             | 178   | 188   | 223   | 294   |

| Демографија | Демографија | Демографија |
| Година      | Становника  | Становника  |
| ----------- | ----------- | ----------- |
| 1961.       | 294         |             |
| 1971.       | 223         |             |
| 1981.       | 188         |             |
| 1991.       | 178         |             |
| 2001.       | 26          |             |
| 2011.       |             | 15          |